# Louisa Jane Hall
Louisa Jane Hall (ur. 2 lutego 1802, zm. 8 września 1892) – amerykańska poetka, dramatopisarka, eseistka i krytyczka literacka. 
Urodziła się 2 lutego 1802 w Newburyport w stanie Massachusetts. Wyszła za mąż za wielebnego Edwarda B. Halla. Wydała między innymi Miriam; a Dramatic Poem (1837), powieść Joanna of Naples, an Historical Tale (1838) i dramat , the Mother of Samuel the Prophet and Judge of Israel (1839). Pisała też sonety, wydane w tomie Sonnets, Stanzas and a Crescendo Composition w 1884.